# Amanu

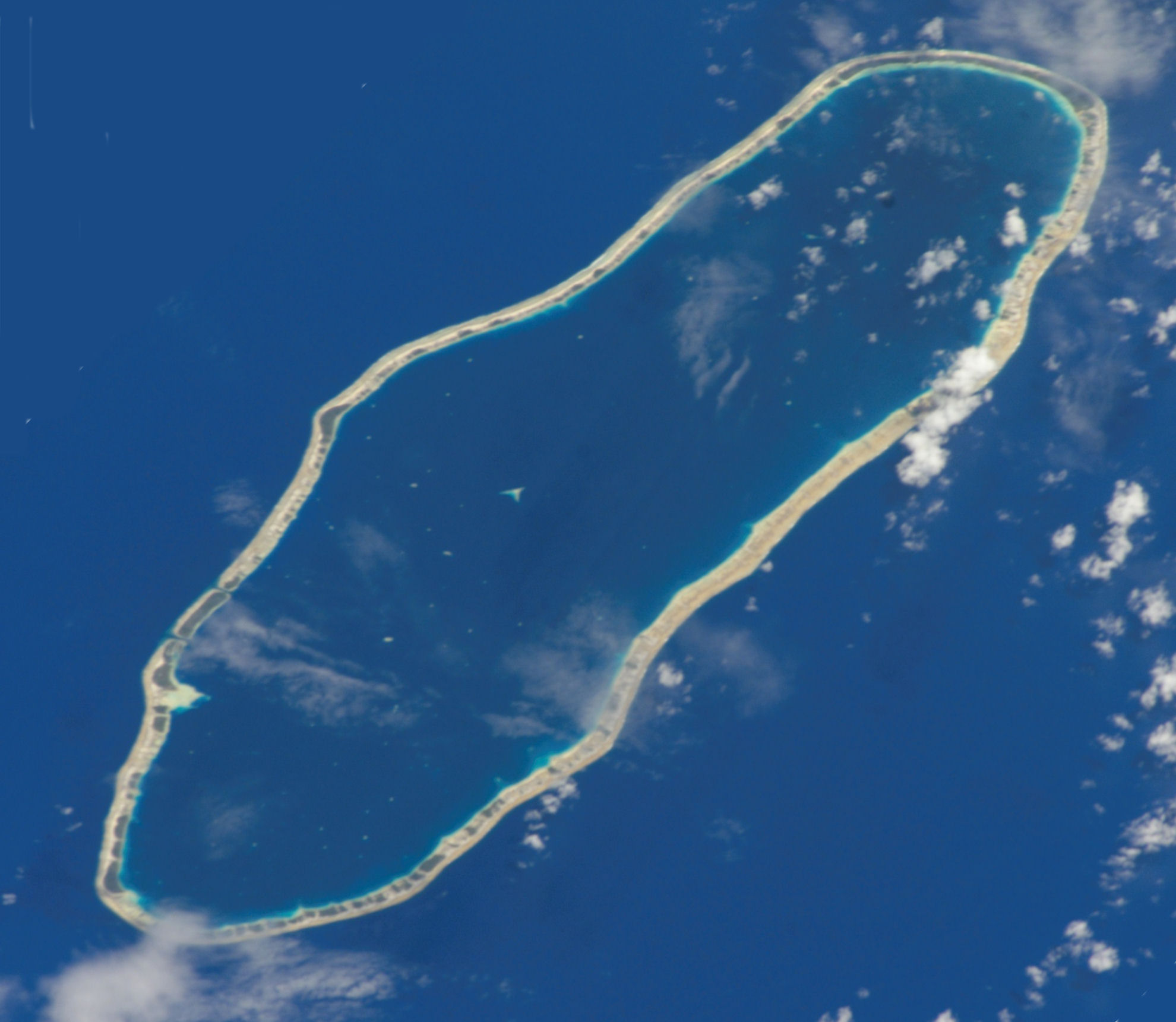
Imagem de satélite de Amanu

Amanu, Timanu ou Karere é um atol das Tuamotu, na Polinésia Francesa. Forma uma comuna associada à comuna de Hao. Está situado no centro-leste do arquipélago, a 15 km ao norte de Hao.
É um atol coma forma ovalada, de 29 km de comprimento por 10 km de largura. A sua área total emersa é de 9,6 km². A lagoa tem três passagens a oeste. A leste há escolhos perigosos para a navegação. A vila principal é Ikitake e a população total era de 163 habitantes no censo de 2007. Não dispõe de infraestruturas significativas.
Amanu foi confirmadamente descoberto por Pedro Fernandes de Queirós, navegador português ao serviço da coroa espanhola, em 1606, quando ia em busca da Terra Australis. . Na véspera do dia de Todos os Santos de 1774, foi redescoberto por José Andía y Varela que o chamou Ilha das Almas (Isla de las Ánimas). Foi cartografado pelo russo von Bellinghausen nos navios Vostok e Mirni em 1820, sob o nome de Moller Island. Também lhe foi dado o nome de Freycinet.
Em 1929 encontraram-se no atol os canhões da caravela espanhola San Lesmes perdida em 1526. Era a segunda expedição espanhola às Molucas comandada por García Jofre de Loaísa. Ao sair do estreito de Magalhães a caravela San Lesmes perdeu-se no Pacífico. O investigador australiano Robert Langdon afirma que a caravela encalhou em Amanu, os tripulantes sobreviveram e tiveram influência na cultura das ilhas vizinhas. No ano 2000 foram encontrados os restos do HMS Hercules, perdido em 1821.